# Mount Bona
Mount Bona är ett av de högsta bergen i Saint Eliasbergen i östra Alaska och är det femte högsta oberoende berget i USA. Mount Bona och angränsande Mount Churchill är båda stratovulkaner som är täckta av is och snö. Mount Bona är den högsta vulkanen i USA och den fjärde i Nordamerika, endast de tre mexikanska vulkanerna Pico de Orizaba, Popocatépetl och Iztaccihuatl är högre.
Bergstoppen täcks nästan helt av is, och glaciärer som är den huvudsakliga källan till isen i Klutlan Glacier vilken glider över 64 kilometer in i Yukon, Kanada. Berget bidrar också med stor volym is till den norra glidande glaciären Russell Glacier.
Mount Bona namngavs av Luigi Amedeo, hertigen av Abruzzi år 1897 vilken såg berget samtidigt som han besteg Mount Saint Elias omkring 130 kilometer därifrån. Han gav berget sitt namn efter sin yacht Bona. Berget bestegs år 1930 av Allen Carpé, Terris Moore och Andrew Taylor från Russellglaciären på den västra sidan av berget. Den nuvarande standarden är East Ridge. 